# Hondo, Texas
Hondo är administrativ huvudort i Medina County i Texas. Den 27 augusti 1892 utsågs Hondo till countyhuvudort i stället för den tidigare huvudorten Castroville. Hondo hade 8 803 invånare enligt 2010 års folkräkning.